# Aubervilliers (film)
Pour plus de détails, voir Fiche technique et Distribution.
Aubervilliers est un court métrage documentaire français, réalisé par Éli Lotar en 1945 et sorti en 1946. Le commentaire et les chansons, écrits par Jacques Prévert, sont marqués par un puissant engagement politique.
Commandité à la Libération par la municipalité communiste d'Aubervilliers, ce film, qui est le dernier d'Eli Lotar, témoigne des misérables conditions d'existence particulièrement difficiles de la classe ouvrière après la Seconde Guerre mondiale. Réalisé également avec le but de dénoncer la politique menée par l'ancien maire pétainiste Pierre Laval, il s'ouvre sur le poème de Jacques Prévert « Gentils enfants d'Aubervilliers, gentils enfants des prolétaires, gentils enfants de la misère, gentils enfants du monde entier... ». Cinquante-cinq mille ouvriers s'entassent alors avec leurs familles dans des taudis sans âge qui menacent à tout instant de s'écrouler, notamment dans le quartier ouvrier du Landy, près du canal Saint-Denis
Le film, rarement diffusé en salle, a été édité sur le DVD du film Mon frère Jacques de Pierre Prévert.

## Fiche technique
- Titre : Aubervilliers
- Réalisation : Éli Lotar
- Scénario : Éli Lotar et Jacques Prévert
- Commentaires et paroles des chansons : Jacques Prévert
- Musique : Joseph Kosma
- Photographie : Éli Lotar
- Montage : Roger Dwyre
- Tournage : été 1945, Aubervilliers, Seine-Saint-Denis
- Pays d'origine :  France
- Format : noir et blanc - 1,37:1 - 35 mm - mono
- Genre : documentaire
- Durée : 25 minutes
- Sortie : 1946

## Distribution
- Roger Pigaut : le récitant
- Christian Simon
- Germaine Montero : interprète des chansons
- Fabien Loris : interprète des chansons

## La Chanson des enfants
Paroles de Prévert, musique de Joseph Kosma, interprétée par Germaine Montero (extraits)
Gentils enfants d’Aubervilliers

Vous plongez la tête la première

Dans les eaux grasses de la misère

Où flottent les vieux morceaux de liège

Avec les pauvres chats crevés

Mais votre jeunesse vous protège

Et vous êtes les privilégiés

D’un monde hostile et sans pitié

Le triste monde d’Aubervilliers…